# Tonos

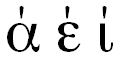
Alpha, Epsilon und Iota mit senkrechtem Tonos

Der Tonos (aus altgriechisch τόνος tónos) ist das ‚neutrale‘ Akzentzeichen der neugriechischen monotonischen Orthographie, das in den 1970er-Jahren Akut, Gravis und Zirkumflex des alten polytonischen Systems abgelöst hat.

## Weitere Einzelheiten
In manchen Schriftarten steht der Tonos senkrecht, also in einer im Gegensatz zum nach rechts geneigten Akut und zum nach links geneigten Gravis ‚neutralen‘ Position, bisweilen ist er auch nur ein Punkt, ein auf der Spitze stehendes Dreieck o. Ä. Dieser Usus stammt aus den 1970er Jahren, also aus der Zeit vor der offiziellen Einführung der monotonischen Orthographie durch die griechische Regierung, als Orthographiereformer auf diese Weise einen ‚neutralen‘ Akzent benutzten, der sich von den in der polytonischen Orthographie vorhandenen unterscheiden musste. Mit der offiziellen Einführung der monotonischen Orthographie durch die griechische Regierung 1980 wurde die Unterscheidung des Tonos von den polytonischen Akzenten jedoch unnötig, und alle Stilvorgaben sehen vor, dass der monotonische Tonos graphisch identisch mit dem polytonischen Akut ist. So ist es auch in Unicode vorgesehen.
Anders als die diakritischen Zeichen des lateinischen Alphabets steht der Tonos bei Großbuchstaben nicht über dem Buchstaben, sondern davor: Ά. Auch kann der Tonos mit den Trennpunkten, der Dialytika, kombiniert werden: ΐ.
In Unicode sind die mit dem Tonos kombinierten Zeichen im Unicode-Block Griechisch und Koptisch enthalten. Ihre Code-Punkte unterscheiden sich zwar aus Kompatibilitätsgründen von denen der im Unicode-Block Griechisch, Zusatz enthaltenen Kombinationen mit Akut, jedoch werden diese als identisch mit den folgenden Zeichen gelistet.
| Charakter | Name                                                        | Unicode |
| --------- | ----------------------------------------------------------- | ------- |
| ΄         | Griechischer Tonos                                          | U+0384  |
| ΅         | Griechische Dialytika und Tonos (Trema und Tonos)           | U+0385  |
| Ά         | Griechischer Großbuchstabe Alpha mit Tonos                  | U+0386  |
| Έ         | Griechischer Großbuchstabe Epsilon mit Tonos                | U+0388  |
| Ή         | Griechischer Großbuchstabe Eta mit Tonos                    | U+0389  |
| Ί         | Griechischer Großbuchstabe Iota mit Tonos                   | U+038A  |
| Ό         | Griechischer Großbuchstabe Omikron mit Tonos                | U+038C  |
| Ύ         | Griechischer Großbuchstabe Ypsilon mit Tonos                | U+038E  |
| Ώ         | Griechischer Großbuchstabe Omega mit Tonos                  | U+038F  |
| ΐ         | Griechischer Kleinbuchstabe Iota mit Dialytika und Tonos    | U+0390  |
| ά         | Griechischer Kleinbuchstabe Alpha mit Tonos                 | U+03AC  |
| έ         | Griechischer Kleinbuchstabe Epsilon mit Tonos               | U+03AD  |
| ή         | Griechischer Kleinbuchstabe Eta mit Tonos                   | U+03AE  |
| ί         | Griechischer Kleinbuchstabe Iota mit Tonos                  | U+03AF  |
| ΰ         | Griechischer Kleinbuchstabe Ypsilon mit Dialytika und Tonos | U+03B0  |
| ό         | Griechischer Kleinbuchstabe Omikron mit Tonos               | U+03CC  |
| ύ         | Griechischer Kleinbuchstabe Ypsilon mit Tonos               | U+03CD  |
| ώ         | Griechischer Kleinbuchstabe Omega mit Tonos                 | U+03CE  |